# Реднек

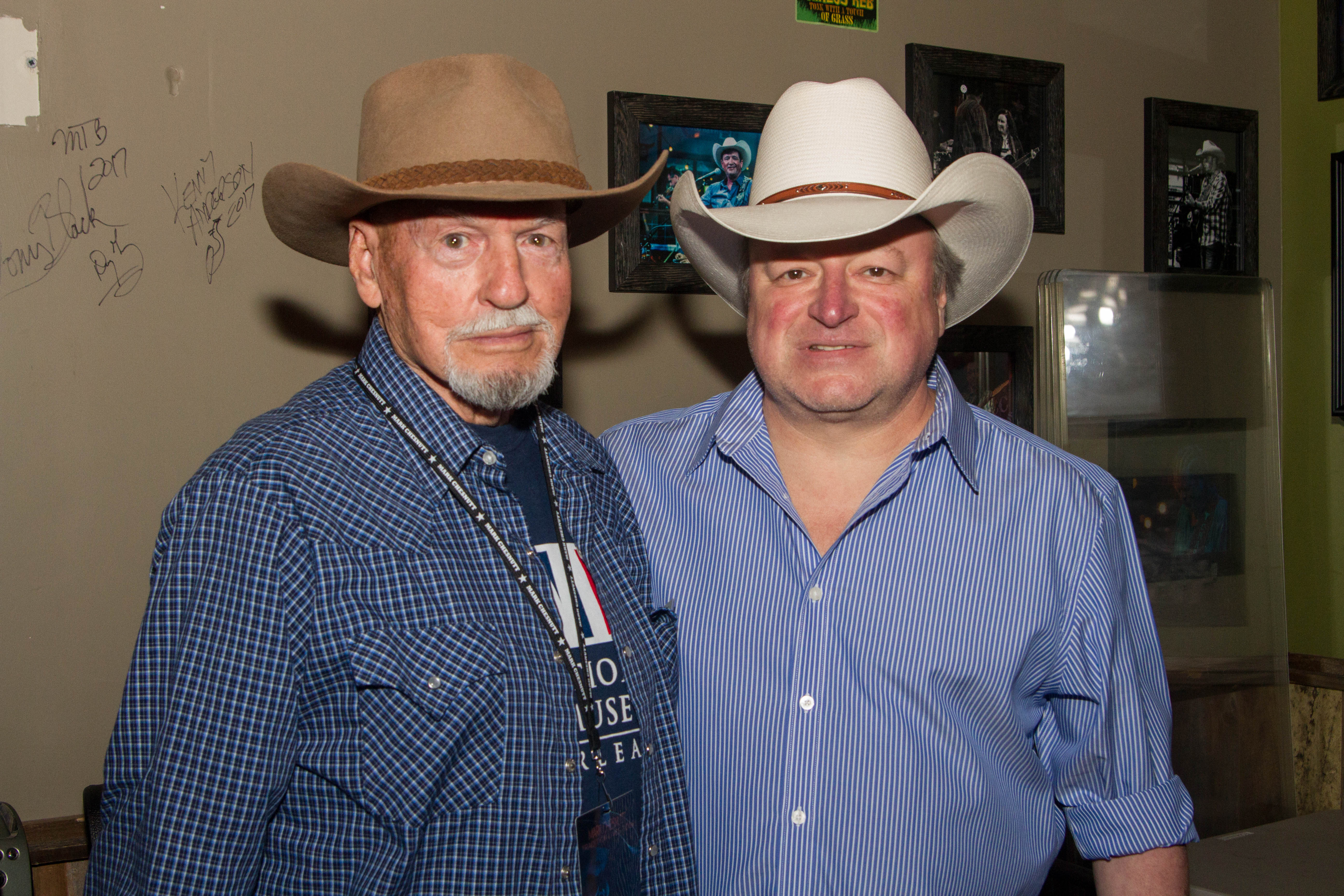
Учасники «Redneck Country Club», 2018 р.

Ре́днек (англ. rednecks — «червоношиї») — жаргонна назва білих фермерів, мешканців сільської глибинки США, спочатку переважно півдня, а потім і місцевості при гірській системі Аппалачі. Приблизно відповідає українському «селюк», «трудар», але також може застосовуватися як лайливе слово на зразок «жлоб», «бидло» та як горда самоназва.

## Походження назви

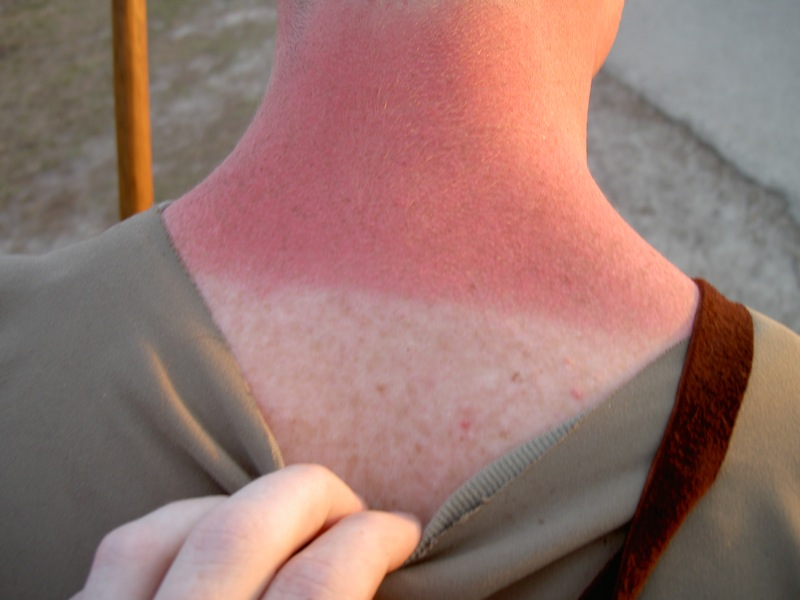
Червона внаслідок перебування на сонцi шия

Термін вживався стосовно різних груп людей в різні часи. В Америці зазвичай так називають білих жителів сільської місцевості. Загалом походження терміна пов'язано з тим, що при щоденних сільськогосподарських роботах під палючим сонцем людина зі світлою шкірою набуває характерного червоного опіку задньої частини шиї (red neck — червона шия). Подібні терміни є в Україні — «колгоспна засмага», «засмага тракториста».

## Можливі шотландські корені

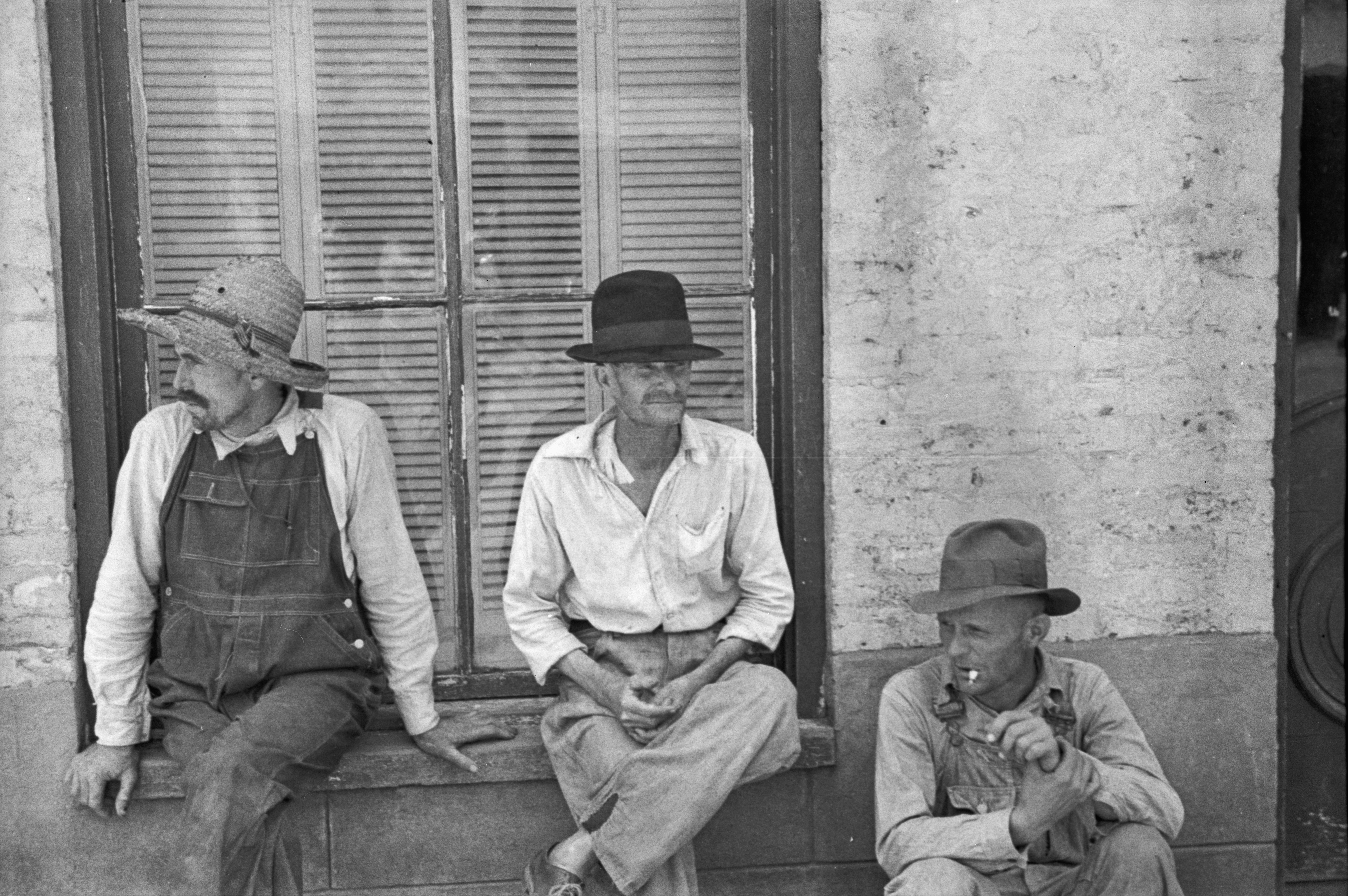
Селяни-скіпщики в Алабамі, 1936 р.

За іншою версією, слово «redneck» веде свою історію з Шотландії. Коли шотландські ковенантери відмовилися визнати владу англіканської церкви і відстоювали незалежність і чистоту пресвітеріанської церкви, багато з них підписували петиції своєю кров'ю і на знак того почали носити шийні хустки червоного кольору. Їх стали називати «червоношиями» (rednecks). В XVII столітті шотландські пресвітеріани почали переселятися в Ольстер, а в XVIII — в Північну Америку. За однією з теорій, прізвисько пресвітеріан, які розселилися по Дикому Заходу, перейшло на їх нащадків.

## Політичні стереотипи
В останні десятиліття слово «реднек» нерідко використовувалося для позначення прошарку американців, які поєднують в собі такі якості, як стереотипна «селюковість», обмеженість, повагу до законників, розбещеність, релігійність, низький інтелектуальний і освітній рівень, показний патріотизм, бідність, а також неприязнь до приїжджих, іммігрантів, феміністок, гомосексуалів, людей з лівими політичними поглядами, а також демократів, освічених людей, іноземців, діячів культури, інтелігентів, непитущих, іспаномовних і темношкірих тощо. Ліві політичні сили охоче використовують цей стереотип стосовно правих, традиціоналістів і республіканців зокрема. Так, ярликом «реднека» охрестили Джорджа Буша-молодшого по відношенню до людей, які голосували за нього.

## Культурні стереотипи
В свідомість багатьох американців вкоренилися стереотипи про «реднеків», нерідко застарілі або далекі від реальності, наприклад:
- Реднеки носять джинси або робочі комбінезони, та футболку, картату сорочку або «майку-алкоголічку», носять неакуратну зачіску. Часто можна побачити реднека в бейсболці або ковбойському капелюсі.
- Із взуття надають перевагу робочим черевикам, але в минулому часто ходили босоніж.
- Реднеки люблять пиво та віскі.
- Реднеки старше 30 років мають товстий живіт незалежно від статі.
- У реднеків обов'язково є різна вогнепальна зброя, починаючи від пістолетів і закінчуючи автоматичними гвинтівками, і вони без зайвих роздумів можуть застосувати її.
- Реднеки люблять примітивні розваги, наприклад змагання на кількість випитого пива, чи кидання сміття на дальність.
- Улюблена музика реднеків — кантрі.
- Будинок реднека можна легко впізнати по великій кількості сміття навколо.
- Часто реднеки тримають мисливських собак.
- Реднеки люблять стріляти (особливо з дробовиків) по машинам не зі свого штату.
- Хобі реднека — полювання, риболовля, гонки на машинах (пікапах або джипах) по бруду або стрільба по мішенях.
- У реднека є мотоцикл або великий автомобіль: пікап, трейлер, позашляховик або фургон, найчастіше американського виробництва, 70х-90х років випуску, навіть якщо він — не фермер і живе в місті.
- Кожен реднек — або спортивний вболівальник, або вболівальник автогонок NASCAR.
- Реднек пишається США, але вивішує прапори Конфедерації.
- У реднеків є свій особливий сленг, малозрозумілий іншим.

## Реднеки в культурі
- Rednex — відома шведська кантрі-поп-група.
- 1997 року нью-йоркським видавництвом «Simon & Schuster» випущена книга Джима Гоуда «The Redneck Manifesto».
- У американської грув-метал-групи Lamb of God є пісня та кліп під назвою Redneck.

## Цікаві факти
З 1996 року в Джорджії регулярно проводяться «Літні ігри реднеків» («Олімпіада селюка»). На цій «Олімпіаді» вони змагаються у вельми характерних для себе дисциплінах — стрибках у бруд, метанні унітазних сидінь і виловлювання зубами свинячих ніжок з контейнера з водою[неавторитетне джерело].